# O͘
O͘ (minúscula o͘) es una de las seis vocales del dialecto hokkien taiwanés que forma parte de la ortografía Pe̍h-ōe-jī (POJ). Se pronuncia [ɔ] . Debido a que el taiwanés es un idioma tonal, la letra estándar sin diacrítico representa la vocal en el primer tono, los otros cinco tonos posibles requieren que se escriba uno de los siguientes símbolos tonales encima.
- Ó͘ ó͘ (segundo tono)
- Ò͘ ò͘ (tercer tono)
- Ô͘ ô͘ (quinto tono)
- Ō͘ ō͘ (séptimo tono)
- O̍͘ o̍͘ (octavo tono)

## Historia
Este carácter fue introducido por el misionero Elihu Doty de Xiamen a mediados del siglo XIX, como una forma de distinguir las vocales del minnan /o/ y /ɔ/ (esta última se acabó convirtiendo en ⟨o͘⟩ Desde entonces se ha establecido en la ortografía Pe̍h-ōe-jī, con sólo desviaciones ocasionales al principio de su uso, con ejemplos como el diccionario Carstairs Douglas de 1873, donde sustituye ⟨o͘⟩ por una O con un rizo (similar a la del alfabeto fonotípico) o el diccionario de 2016 de Tan Siew Imm del dialecto hokkien de Penang, donde se sustituye la ⟨o͘⟩ con una ⟨ɵ⟩

## Informática
En la codificación digital de Unicode, se representa como O latina normal seguida de un código combinatorio de punto superior derecho y no debe confundirse con el carácter vietnamita Ơ.
| Carácter      | ͘                          | ͘                          |
| ------------- | ------------------------- | ------------------------- |
| Unicode       | COMBINING DOT ABOVE RIGHT | COMBINING DOT ABOVE RIGHT |
| Codificación  | decimal                   | hex                       |
| Unicode       | 856                       | U+0358                    |
| UTF-8         | 205 152                   | CD 98                     |
| Ref. numérica | &#856;                    | &#x358;                   |